# لیگ برتر والیبال زنان ایران ۱۳۹۲

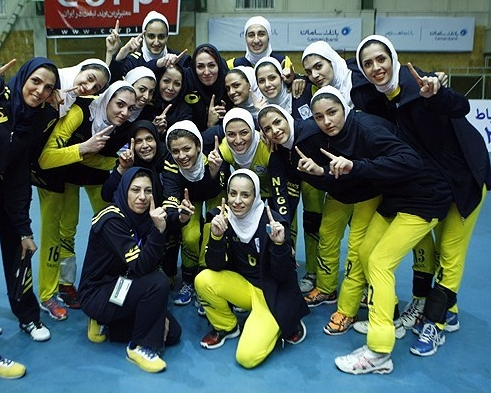
تصویر خوشحالی بازیکنان گاز تهران قهرمان لیگ ۱۳۹۲ پس از بازی مقابل دانشگاه آزاد.

لیگ برتر والیبال زنان ایران ۱۳۹۲ بالاترین سطح مسابقات باشگاهی والیبال زنان در ایران است.
در این دوره از بازی‌ها که دوازدهمین دوره لیگ برتر بود با ۷ تیم شرکت کننده از آبان‌ماه ۱۳۹۲ آغاز شد و در اسفندماه ۱۳۹۲ به پایان رسید. در پایان گاز تهران به قهرمانی این دوره از لیگ رسید، ذوب‌آهن اصفهان نایب قهرمان شد و دانشگاه آزاد سوم شد. برای اولین بار در لیگ برتر مراسم اختتامیه‌ای برای این مسابقات برگزار شد. در دوازدهمین دوره از مسابقات لیگ برتر بانوان، ۴۲ بازی، ۲۸۲ ست و ۹۹۶۵ پوئن رد و بدل شد.
سیما صدیقی مربیگری تیم گاز در این مسابقات را بر عهده داشت. از بازیکنان تیم قهرمان گاز تهران می‌توان به فرنوش شیخی، مهسا صابری و از بازیکنان تیم سوم دانشگاه آزاد می‌توان به عبداللهی و شکوفه صفری اشاره کرد.

## رده‌بندی پایانی
| رتبه | تیم           | برد | امتیاز | صعود و سقوط                                 |
| ---- | ------------- | --- | ------ | ------------------------------------------- |
| ۱    | گاز تهران     | ۱۱  | ۳۲     | صعود به مسابقات قهرمانی باشگاه‌های زنان آسیا |
| ۲    | ذوب‌آهن اصفهان | ۱۰  | ۲۹     |                                             |
| ۳    | دانشگاه آزاد  | ۹   | ۲۹     |                                             |
| ۴    | اسلامشهر      | ۴   | ۱۲     |                                             |
| ۵    | بابلسر        | ۳   | ۱۱     |                                             |
| ۶    | سنگ تاش شیراز | ۳   | ۹      |                                             |
| ۷    | شهرداری سمنان | ۲   | ۴      |                                             |